# 大卫·考雷什
大卫·考雷什（David Koresh，1959年8月17日—1993年4月19日）是大衛教教派的領袖，認為自己是其最終先知。

## 生平
考雷什成為基督复臨安息日會基督徒。他之後與喬治·羅登爭奪領袖地位，直到羅登被判入獄為止。考雷什隨後遭到指控引誘一名13歲女孩。考雷什在卡梅爾莊園以軍事方式統治大衛教派。考雷什利用一切機會宣揚暴力，要求教徒們做好心理和生理上的準備，等待世界末日的到來。為了應付所謂的戰時需要，考雷什在莊園裡修築了地下掩體，非法購買AK47突击步枪步槍、衝鋒鎗、機槍、手榴彈。
1992年5月，麥克倫縣副局長丹尼爾·文伯格致電美國菸酒槍炮及爆裂物管理局（ATF）稱當地快遞公司發現非法包裹。同年9月，正式的調查開始。
1993年2月28日，美國菸酒槍炮及爆裂物管理局突襲大衛教天啟牧場，造成四名幹員及六名教徒喪生。4月19日，莊園的四周爆發大火，莊園燒成殘骸，此事件稱為韋科慘案。大衛·考雷什於事件中身亡。